# Queer pedagogija
Queer pedagogija[nedostaje izvor] (QP) je akademska disciplina posvećena istraživanju presjeka queer teorije i kritičke pedagogije, koji su utemeljeni na marksističkoj kritičkoj teoriji. 
QP istražuje i ispituje odnos između učenika i učitelja, ulogu erotizma u nastavnom procesu, prirodu discipline i kurikuluma te povezanost između učionice i šire zajednice, s ciljem da budu skup teorijskih alata za pedagošku kritiku/kritiku pedagogije i/ili  skup praktičnih alata za one koji rade pedagoški rad.

## Povijest
Prema Williamu Pinaru, teoretičaru kurikuluma na British Columbia sveučilištu (University of British Columbia), homoseksualnost i pedagogija potiču još od doba starih Grka i Rimljana. Međutim, moderni pojmovi queer teorije u obrazovanju potječu od oko 1981. godine s Pinarovim „Understanding Curriculum as Gender Text,“  u kojemu kritizira način na koji su muževnost i muškost prikazani u marksističkoj teoriji obrazovanja. Godine 1982., Meredith Reiniger je pisala o mržnji prema ženama koju su njezini učenici engleskog jezika internalizirali. Godine 1983. James Sears napisao je članak pod naslovom „Sexuality: Taking off the Masks“ za časopis pod nazivom Changing Schools.
Sam pojam „queer pedagogija“, čini se da je nastao 1993. godine kada se pojavio u članku u kanadskom Journal of Education. Taj članak su napisale dvije kanadske profesorice, Mary Bryson (University of British Columbia) i Suzanne de Castell (Simon Fraser University), koje su se borile s poststrukturalističkim i esencijalističkim teorijama identitet u kontekstu učionice. Predstavile su različite tehnike koje su pokušale, ali na kraju su zaključile da je zadatak i nužan, ali i nemoguć, izjavivši: „ Queer pedagogija je doista to da, nakon svega, u pokušaju da napravimo promjenu, čini se da jedino možemo utvrditi esencijalističke granice koje nas i dalje definiraju i dijele.“
Godine 1995., Deborah Britzman napisala je članak pod nazivom „Is there a queer pedagogy—Or, stop reading straight.“
Godine 1998., kao dio antologije „Queer Theory in Education“, Williama Pinara, izazov artikuliranja queer pedagogije preuzela je Susanne Luhmann,  doktorandica na Sveučilištu York  (York University). U „Queering/ Querying Pedagogy? Or, Pedagogy is a Pretty Queer Thing“, koji je dio veće antologije „Queer Theory in Education“), postavlja pitanja poput: „Je li queer pedagogija o i za queer studente ili queer učitelje? Je li queer pedagogija pitanje queer kurikuluma? Ili je o poučavanja adekvatna queer sadržaju? Ili o queer učenju i podučavanju-- i što bi to značilo? Štoviše, je li queer pedagogija postala kućna pedagogija queer studija ili je riječ o queeringu pedagoške teorije?“ Ona predlažeda se „istraživanje uvjeta koji omogućuju učenje ili sprječavaju učenje“ kroz istraživanje odnosa između učitelja i učenika i „uvjete za razumijeavanje ili odbijanje znanja.“
Godine 2002., Tanya Olson, koja predaje razvojni engleski jezik na Vance-Granvile Community College-u, dodatno je istražila odnos između učitelja i učenika u članku časopisa Bad Subjects, online časopisa za kulturne studije. U tom članku, pod naslovom „TA/TG: The Pedagogy of the Cross-Dressed“, Olson uspoređuje doživljaj bivanja žene koja nalikuje na muškarca  i ne znajući koji je toalet i je li muško ili žensko, s iskustvom asistenta u nastavi (TA, engl. Teaching Assistant) i ne biti u potpunosti student ili učitelj, oslanjajući se na nju za inspiraciju za stvaranje nove koncepcije pedagogije. Ova zaključuje: „Možda će redefiniranje asistenta u nastavi na akademiji pomoći da se zaustavi osjećaj maskenbala koji trenutno karakterizira njihov rad. Bez obzira na to koliko oni izazivaju prihvaćene kulturne standarde ili pregaze društvene binarne podjele, svatko zaslužuje kupaonicu koji mogu nazvati domom. Od toga možemo početi sa stvaranjm the cross-dressed pedagogije.“ 